# Mark Laita
Mark Laita, född 1960, är en amerikansk fotograf och bildkonstnär. Han har arbetat som reklamfotograf för framgångsrika kampanjer för olika dator- och teknikföretag. Hans fotoböcker Sea och Serpentine behandlar Laitas naturfoto. 
På senare år har Laita blivit uppmärksammad för sin Youtube-kanal Soft White Underbelly. Där har han sedan 2016 gjort personporträtt av och intervjuat ett stort antal hemlösa, sexarbetare, drogmissbrukare och andra amerikaner i marginalen av samhället. Fram till 2025 har han gjort över över 9 000 intervjuer, varav över 2 000 finns tillgängliga i kanalen. 

## Biografi
Laita växte upp i Chicago och Detroit. Han började intressera sig för fotografi vid 15 års ålder, och han studerade fotografi på Columbia College. Laita avlade motsvarande kandidatexamen i fotografi vid University of Illinois/Chicago.
Som fotograf har Laita arbetat med reklamprojekt för företag som Apple (i samband med lanseringar av produkter som Imac, Ibook och Macintosh G3). Han har även arbetat för större företag inom bil-, kläd-, livsmedels- och modeindustrierna.
I ungdomen deltog Laita i ett fotoprojekt, där han fotograferade hemlösa i Chicago. Den vanan fortsatte, tills han 2008 kom med sin första fotobok – Created Equal – delvis baserad på en fotoutställning med samma namn i Los Angeles två år tidigare. Utställningen var i sig baserad på ett åtta år långt arbete med svart-vita studiofoton. 2011 och 2012 kom två böcker ägnade åt foton från havsmiljöer respektive ormar. Ett antal av Laitas foton av blommor har tryckts på frimärke.
Sedan 1986 är Mark Laita bosatt i Los Angeles. Utifrån sin hem- och arbetsmiljö i LA-stadsdelen Skid Row startade han 2016 Youtube-kanalen Soft White Underbelly. Den är en fri fortsättning och utvidgning av Laitas tidigare intresse av att fotografera hemlösa och utställningen/boken Created Equal. I kanalen presenteras personliga intervjuer med hemlösa, sexarbetare, sexuella minoriteter, drogmissbrukare, yrkeskriminella och andra förmodade "förlorare" och "kastlösa" i det amerikanska samhället. Fram till 2022 har han på kanalen presenterat drygt 4 000 intervjuer, och kanalen har under tiden successivt rönt allt större uppmärksamhet. I början av 2023 hade den drygt 4 miljoner prenumeranter, i början av 2025 över 6 miljoner. Kanalen blev viral med rejält ökad mängd prenumeranter i slutet av 2019, då antalet ökade från cirka 3 000 till en halv miljon.